# Шведские источники о России (1626)
Шведские источники о России — сборник донесений обнаруженных в XX веке в государственном архиве Швеции о русском царском дворе.
Обстоятельства, выходящие за научные рамки, привели к тому, что значительная часть нынешней историографии базируется на весьма односторонней источниковой базе — материал или почти исключительно иностранный, или аналогично — русский, что приводит к расхождениям в оценке событий того периода.
В отличие от Шведского источника о России (1624), данное донесение, должно быть, составлено в результате посольства под руководством Эверта фон Бремена и Генриха фон Унгерна (апрель 1626). Описание царского двора отличается меньшей подробностью, нежели голландское, но всё таки даёт полный и точный список бояр вместе с краткой информацией о составе государева двора. В сообщении отмечены три города (Путивль, Чернигов и Белгород), которые великий князь Михаил Фёдорович предоставил запорожским казакам. Вероятно это связано с подтверждением известия о желании определённой группы запорожцев служить русскому царю против Польши.

## Критика
Первый перевод с немецкого языка был сделан переводчиком В.Ф. Ржига и представлял большие сложности. Немецкий язык документа, находившийся в его распоряжении, тёмен и частично непонятен и переводчик пришёл к заключению, что он был написан на немецком языке шведом, плохо владевшим этим языком. Сделанный перевод даёт в нескольким местах повод к иному толкованию и является всего лишь некомпетентным переводом с голландского донесения. Анонимный переводчик даже не разобрался в голландских местоимениях и в результате местами создал большую путаницу. Новый перевод с оригинала донесения был сделан Е.Е. Рычаловским. Заметно, что информация о церкви обладает меньшей точностью, но это типичное явление в донесениях иностранных дипломатов в России. Из Боярского списка (1625/27) известны 27 бояр — в шведском их указано 22, отсутствуют: князья И.С. Куракин, В.Т. Долгоруков, И.И. Одоевский, А.В. Хованский и М.М. Годунов. Иван Никитич Романов упомянут с княжеским титулом, не являясь князем. Даётся неточное количество служилых людей при государевом дворе.

## Имена знатнейших господ из Боярской Думы
По версии шведского посольства это имена знатнейших господ из Боярской Думы (государственного совета) в Москве, которые ежедневно бывают у великого князя Михаила Фёдоровича.
| Фамилия, Имя, Отчество | Должность/Чин/Примечания |
| --- | --- |
| Князь Романов Иван Никитович | Родной дядя великого князя и знатнейший в Боярской думе в Москве. |
| Князь Черкасский Иван Борисович | Наместник Казанский |
| Князь Черкасский Дмитрий Мамструкович | |
| Князь Воротынский Иван Михайлович | |
| Князь Лыков Борис Михайлович | |
| Князь Шеин Михаил Борисович | |
| Князь Мезецкой Даниил Иванович | Наместник Суздальский |
| Князь Пожарский Дмитрий Михайлович | |
| Князь Шуйский Иван Иванович | |
| Шереметьев Фёдор Иванович | |
| Князь Одоевский Иван Никитович | |
| Князь Сулешев Юрий Иванович | Татарин |
| Князь Ромодановский Григорий Петрович | |
| Князь Сицкий Алексей Юрьевич | |
| Князь Сицкий Андрей Васильевич | |
| Головин Пётр Петрович | Воевода в Астрахани. |
| Головин Семён Васильевич | Воевода в Казани. |
| Морозов Василий Петрович | |
| Князь Хилков Андрей Васильевич | |
| Есть ещё много таких, имена которых невозможно было узнать, хотя мы нарочно о том спрашивали | |
| Имена некоторых знатных бояр, которые находятся у великого князя в опале | |
| Князь Андрей (Иван) Васильевич Голицын | Впал в немилость, когда не захотел явиться на свадьбу великого князя с прежней супругой, не желая на ней сидеть ниже некоторых других князей — родственников великого князя, ибо почитал их ниже себя. |
| Князь Лобанов-Ростовский Афанасий | Командовал всеми стрельцами. Впал в немилость, когда, как говорят, великий князь побранил Лобанова и после тот с подчинёнными ему стрельцами сопровождал великого князя в Девичий (он же Новый монастырь), находящийся в 2-х верстах от Москвы. Якобы по выходе из церкви оный хулил и бесчестил великого князя, о чём потом некий стрелец, в ту пору это слышавший и донёс великому князю. После этого князя Афанасия Лобанова сослали, но в какое место, о том не могли мы добыть никаких известий. |
| Салтыков Борис Михайлович | Впал в немилость, когда великий князь женился со своей 1-й супругой, этот Борис Михайлович хотел отдать ему в жёны свою родную сестру, которой великий князь не пожалал, а затем, когда его жена скоропостижно умерла, великий князь возымел на него подозрение, будто тот велел её извести и потому сказана была ему опала и ссылка, но куда не знали и выведать не могли. |
| В Москве всегда обыкновенно пребывают 23 боярина из Боярской думы (государственного совета). | |
| Жильцы —1800 человек, то есть по-шведски телохранителей (lyftdraengeer) из дворян/В 1620-х было 1090 жильцов. | |
| Знатных гостей (купцов) — 20 человек, пользующихся особой милостью великого князя, ибо когда великий князь по временам нуждается в некотором заеме, они в состоянии помочь ему несколькими бочками золота//В 1626 было 34 гостя (купца). | |
| Низших бояр — 1000 человек, которые должны постоянно проживать в Москве и которых великий князь обыкновенно посылает с 6 окольничими (это значит, как 6 маршалов), из которых один по имени князь Даниил Иванович Долгоруков, а другой Артемий Васильевич Измайлов, и четверо других, коих имена мы не узнали//В 1625/26 было 7 окольничий, включая опального М.М. Салтыкова, а также: князь Г.К. Волконский, Ф.Л. Бутурлин, князь Ф.И. Лыков и Л.И. Долматов-Карпов. | |
| Канцлеры, которые также называются: главнейший думный дьяк по имени Иван Курбатович (Тарасьевич) Грамотин и другой Фёдор Фёдорович Лихачёв, являющийся 2-м по старшинству канцлером и думным дьяком. | |
| Думные дворяне из Боярской думы: один зовётся Гавриил Пушкин, а имя другого мы не смогли узнать//В 1625/26 Г. Пушкин был единственным думным дворянином. | |
| Стольников — 258 человек, или по шведски (Forsnidare), которые всегда стоят у стола великого князя во время трапезы//В 1625/26 стольников было 217 человек. | |
| Стряпчих — 340 человек, или по шведски (Opwerter), из дворян//В 1625/26 стряпчих было всего 81 человек. | |
| Дворян — 800 человек, которые всегда должны иметь своё жительство в Москве//В 1625/26 московских дворян было 762 человека. | |
| Дьяков или секретарей — 68 человек//В 1625/26 во всей стране было 78 дьяков. | |
| Писцов — 1500 человек, под руководством дьяков//В 1626 подьячих было 575 человек. | |
| Письмами и по другим делам, когда в том была надобность (должно быть имеется ввиду выборные дворяне из городов)//В 1625/26 городовых дворян было около 1100 человек. | |
| Стрельцов — 6000 человек//В Москве в 1630 было 4000 стрельцов. | |
| Романов Филарет Никитич | Патриарх в Москве. |
| Стрешнев Лукьян Степанович | Отец великой княгини. |
| Авдотья Лукьяновна | Великая княгиня. |
| Во всей стране числится 12 митрополитов, 28 архиепископов, 40 епископов//В действительности было 4 митрополита, 7 архиепископов и 1 епископ. | |
| Архимандритов и игуменов такое множество, что невозможно их и сосчитать. | |
| Три города, которые великий князь предоставил запорожским казакам, называются Путивль, Чернигов и Белгород. | |